# Villa della Mensa

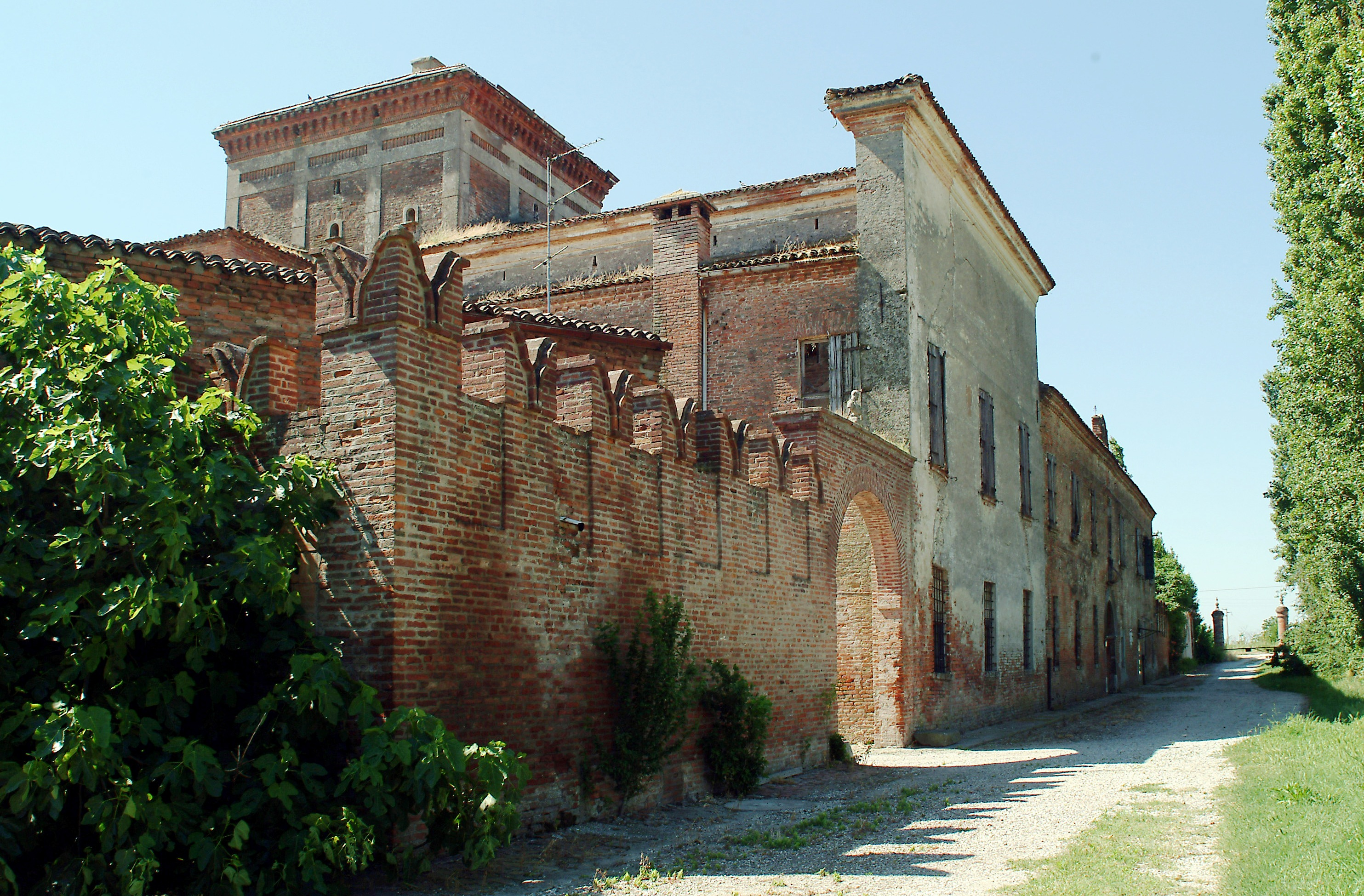
Villa della Mensa, Frontfassade und Eingang

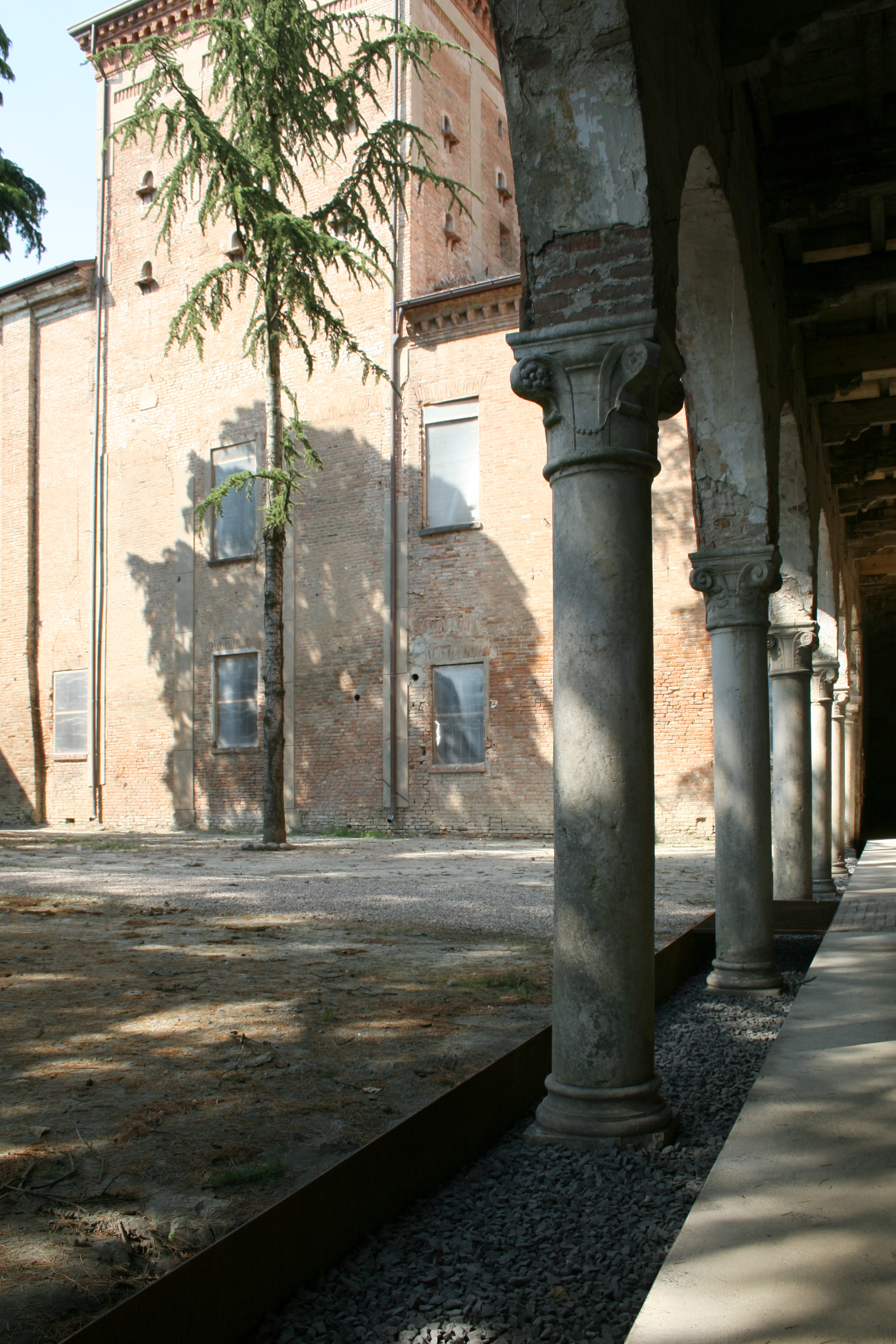
Villa della Mensa, Innenhof mit Kreuzgang

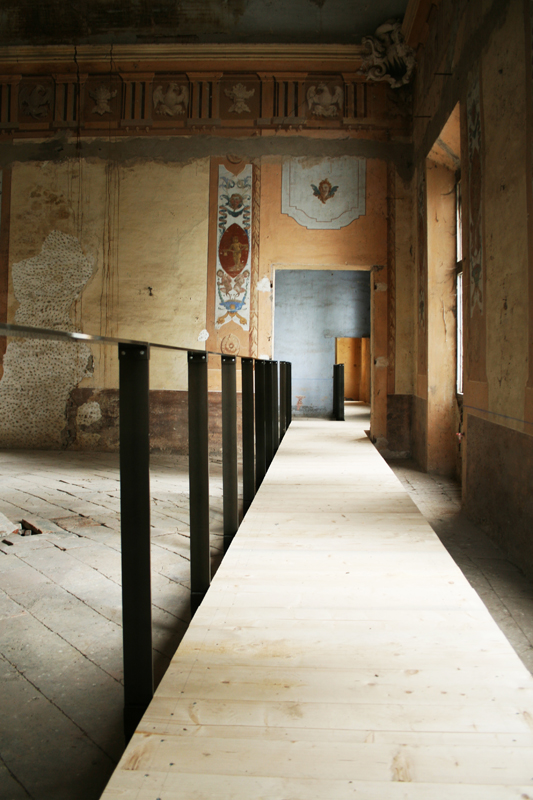
Villa della Mensa, Restaurierungsbaustelle

Die Villa della Mensa ist ein Landhaus aus dem 15. Jahrhundert in Copparo in der italienischen Region Emilia-Romagna. Die ehemalige Residenz der D’Estes liegt in der Nähe des Ortsteils Sabbioncello San Vittore. Der Name der Villa leitet sich von einem der früheren Besitzer her, der Mensa Arcivescovile di Ferrara (dt.: Erzbischöfliche Liegenschaftsverwaltung von Ferrara). Die Villa ist heute nicht mehr Teil der Liegenschaften der D’Estes, sondern sie ist mit den „Herren von Ferrara für illustre Persönlichkeiten“ verbunden, die sie besuchten, und für diejenigen, die sie als Residenz nutzten, insbesondere die Bischöfe der Dynastie D’Este.
Seit mehreren Jahren kursiert das Gerücht, dass in der Villa, sowohl in ihrem Inneren als auch außen, merkwürdige Ereignisse auftreten; tatsächlich sind in der Vergangenheit einige Leute dort ausgezogen, weil sie Wahrnehmungen „unerwünschter Präsenz“ hatten. Die Villa kann nur im Rahmen einiger Veranstaltungen besucht werden.

## Geschichte und Beschreibung
Das Gebäude aus dem 15. Jahrhundert wurde 1474 und erneut 1495 im Auftrag von Bartolomeo della Rovere, Bischof von Ferrara, in großem Umfang erweitert, so dass sie ein großes Landhaus in der Nähe des Damms des Po wurde. Der Kardinal Ippolito I. d’Este schaltete im Sommer 1513 Biagio Rossetti an der Baustelle ein. Zwischen 1559 und 1562 wurden weitere Verbesserungen an dem Komplex angebracht, beauftragt von Kardinal Luigi d’Este. Ende des 16. Jahrhunderts ließ Bischof Giovanni Fontana letzte Erweiterungen anbringen. Mit der Übernahme von Ferrara durch den Kirchenstaat 1598 verlor die Villa ihre Bedeutung. Das Anwesen fiel an die nationale Liegenschaftsverwaltung und 1878 an die Grafen Scroffa aus Ferrara; 1888 kauften es die Gebrüder Navarra und fügten es den Liegenschaften ihrer Stiftung hinzu. Nachdem die Villa als Waisenhaus und Wohnsitz für Aktienhändler gedient hatte, kaufte sie 2003 die Gemeinde Copparo und die Provinz Ferrara und leiteten die Reparatur ein.
Das Hauptgebäude hat einen mehreckigen Grundriss und einen Innenhof mit Kreuzgang. Die Fassade ist mit zwei zinnenbewehrten Mauern verlängert, die zu den Nebenhöfen der Villa führen.